# Військово-морські сили Іраку
Військово-морські сили Іраку (араб. القوة البحرية العراقي al-Bahriyya al-‘Irāqiyya) — один з видів Збройних сил Республіки Ірак.
Його основними обов'язками є захист берегової лінії Іраку та офшорних активів. Спочатку мали назву - Сили берегової оборони Іраку, їх офіційна назва була змінена 12 січня 2005 року.
Станом на лютий 2011 року військово-морський флот мав приблизно 5000 моряків і морських піхотинців, які служили в оперативному штабі, п'ятьох морських ексадронах та двох батальйонах морської піхоти.
Очолюваний контр-адміралом Мухаммадом Джавадом, військово-морський флот мав плани побудувати шість патрульних катерів класу Al Uboor в Багдаді, причому перший з човнів мав надійти на озброєння у вересні 2005 року. Однак цей проект був остаточно скасований. Крім того, спочатку планувалося постачання двох корветів типу Асад, побудованих для Іраку в 1980-х роках Італією, які планувалось передати Іраку приблизно у 2006–2007 роках. Проте було виявлено, що кораблі перебувають у гіршому стані, ніж вважалося спочатку, що змусило іракський флот переглянути угоду і замість цього купити 4 новіших модернізованих суден класу Diciotti. 5 британських корветів і 1 радянський патрульний катер, які були на озброєнні у іракський флоту часів Саддама Хусейна, були знищені під час війни в Перській затоці 1991 року та вторгнення в Ірак у 2003 році.
ВМС Іраку призначені для захисту прибережних вод; недопущення контрабанди людей, нафти та зброї; і для захисту нафтових платформ країни. Відтак, в основному потрібні патрульні катери. Вони можуть бути підкріплені швидкими штурмовими кораблями. Патрульні катери повинні мати можливість запускати жорсткі надувні човни (RIB) для висадки на кораблі, а також, мати можливість розмістити гелікоптер, що збільшило б їх можливості патрулювання. ВМС Іраку планують створити другий батальйон морської піхоти. У 2016 році ВМС Іраку перерахували гроші судноремонтній компанії для поточної підтримки флоту.

## Структура

### Командування
- Штаб-квартира іракських ВМС — Багдад (Camp Victory).
- Навчальний центр Військово-морський — Умм-Каср
- Морська академія — Басра

### Морська піхота
1-га бригада морської піхоти: Басра
- 1-й морський (Росомахи) батальйон: Умм-Каср
- 2-й батальйон морської піхоти: Умм-Каср / Ез-Зубайр
- 3-й батальйон морської піхоти: Басра
- 1-ша морська група підтримки: Басра

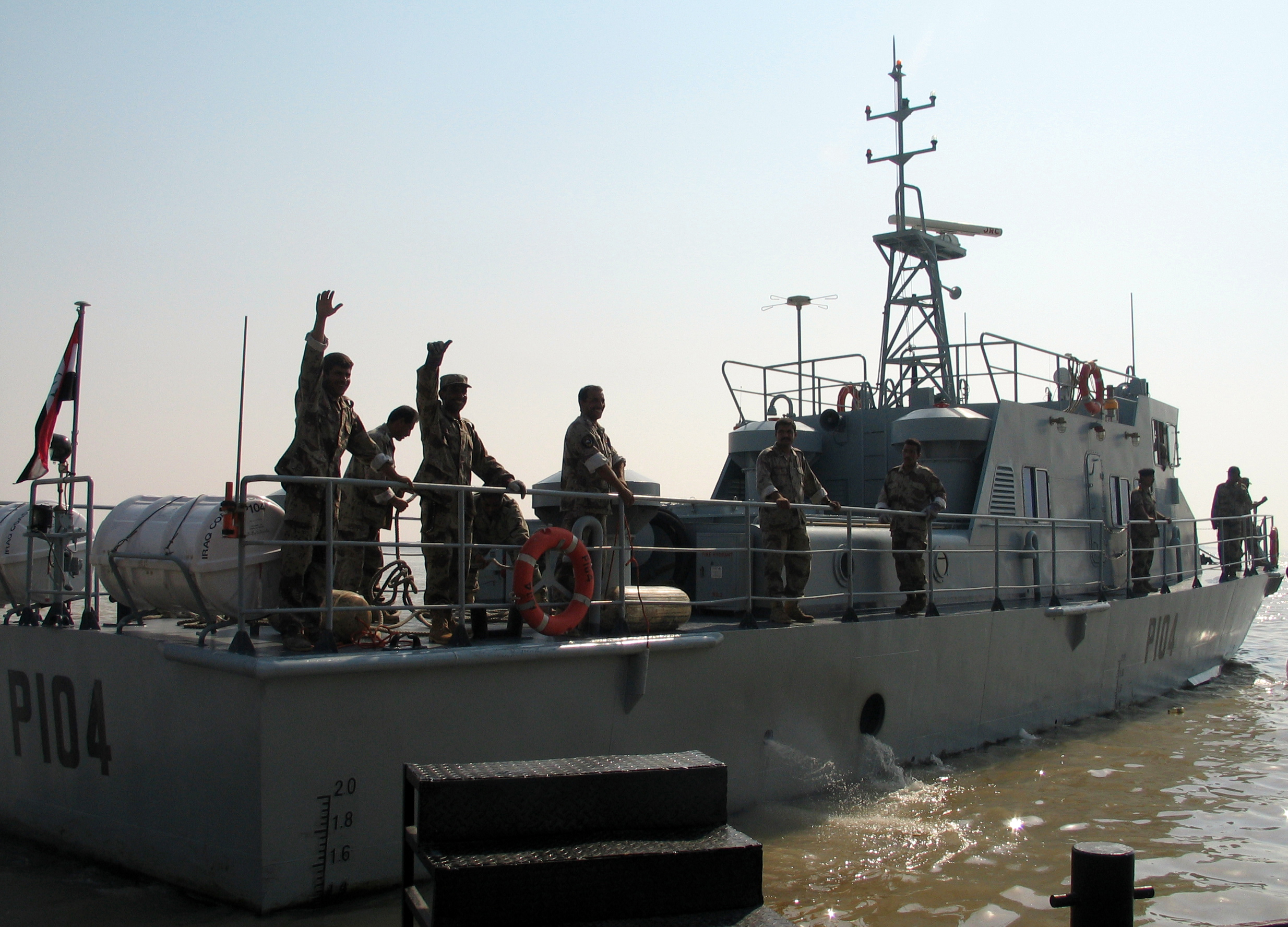
Умм Каср, Ірак (30 вересня 2004 р.), іракські моряки вітають з першим виходом в море.

2-га бригада морської піхоти:
- плануєтьсяУмм Каср, Ірак (30 вересня 2004 р.), іракські моряки вітають з першим виходом в море.

## Персонал
Військово- морські сили Іраку складаються із 5400 матросів та офіцерів, та 1600 морських піхотинців із 1-ї бригади морської піхоти, які охороняють нафтові платформи і порт Умм-Каср.
| Командувачі                      | роки          |
| -------------------------------- | ------------- |
| Віце-адмірал Алі Хусейн Алі      | 2009-2016     |
| Контр-адмірал Муафак Наджім Абід | 2009-2020     |
| Контр-адмірал Ахмед Джасім       | 2020-наші дні |

## Бойовий склад
|                                                                             |                                          |                                |                                  |                                           |           |            |
| Бортовий номер                                                              | Фото                                     | Назва                          | Клас                             | Тип                                       | Кількість | Зауваження |
|                                                                             | Корвети                                  |                                |                                  |                                           |           |            |
| F210F212                                                                    |                                          | Musa ibn NusayrTariq ibn Ziyad | Assad-class corvette             | корвет                                    | 2         |            |
|                                                                             | Офшорні патрульні кораблі                |                                |                                  |                                           |           |            |
| PS 701PS 702PS 703PS 704                                                    |                                          | Fateh el-Naser MajidShmookh    | Saettia Mk4/Fattah-class         | Офшорний патрульний корабель              | 4         |            |
|                                                                             | Офшорні кораблі підтримки                |                                |                                  |                                           |           |            |
| OSV 401OSV 402                                                              |                                          | Al Basra Al Fayhaa             | Al Basra-class                   | Офшорний корабель підтримки               | 2         |            |
|                                                                             | Патрульні катери                         |                                |                                  |                                           |           |            |
| P-301P-302P-303P-304P-305P-306P-307P-308P-309P-310P-311P-312P-313P-314P-315 |                                          |                                | Swiftships Model 35PB1208 E-1455 | Патрульний катер                          | 15        |            |
| P-101P-101P-102P-103P-104P-105                                              |                                          |                                | Predator class                   | Патрульний катер                          | 10        |            |
|                                                                             | Річкові патрульні катери                 |                                |                                  |                                           |           |            |
|                                                                             |                                          |                                | Fast Aluminum Boats              | Річковий патрульний катер                 | 24        |            |
|                                                                             | Надувні човни з жорстким корпусом (RHIB) |                                |                                  |                                           |           |            |
|                                                                             |                                          |                                | Rigid-hulled inflatable boat     | Надувний човен з жорстким корпусом (RHIB) | 10        |            |
|                                                                             | Судно постачання                         |                                |                                  |                                           |           |            |
|                                                                             |                                          | Al Shams                       | Al Shams-class                   | Судно постачання                          | 1         |            |

## Дивись також
- Збройні сили Іраку
- Сухопутні війська Іраку